# Pavilhão do Arade

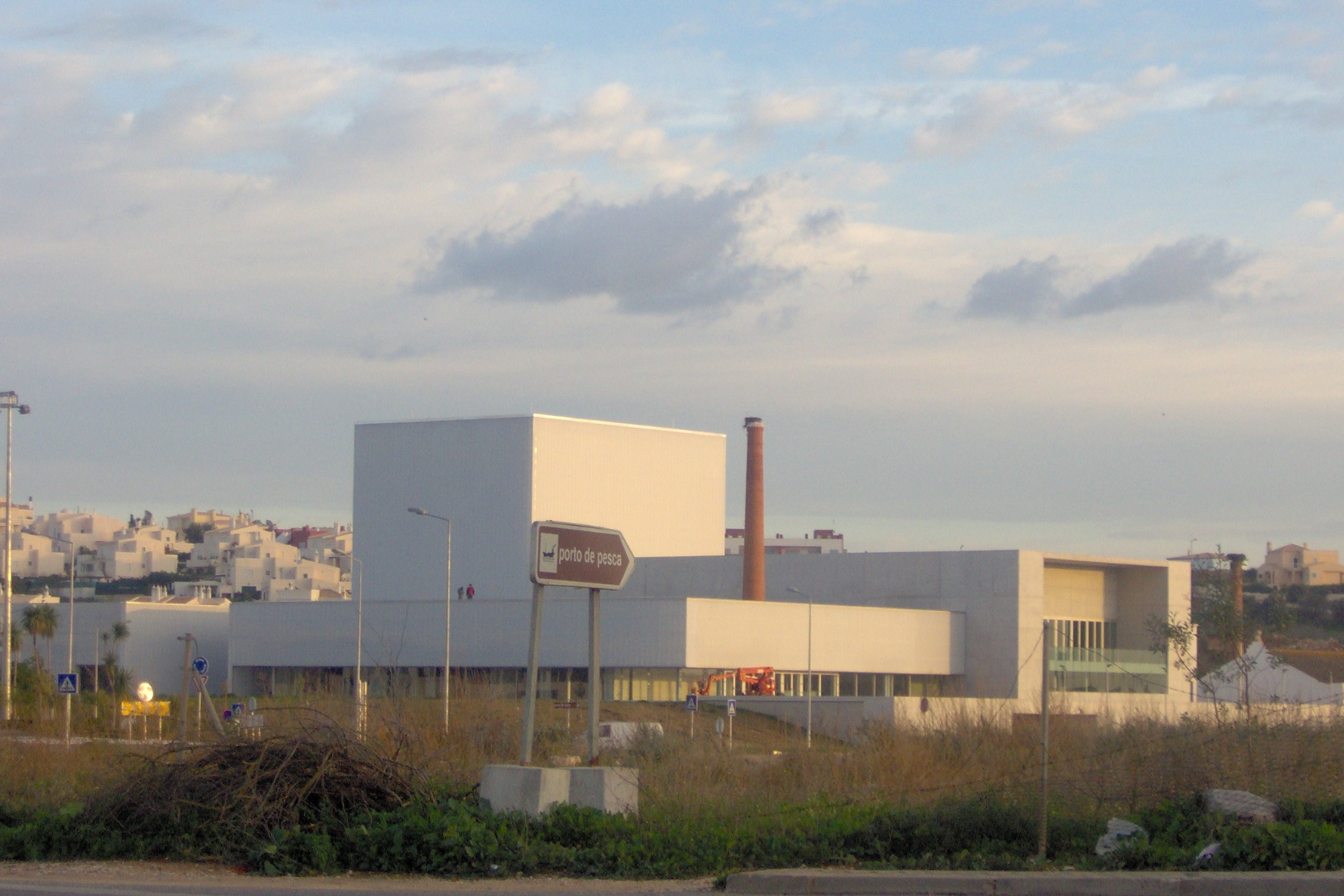
Pavilhão do Arade, Parchal

O Pavilhão do Arade é uma infra-estrutura multiúso situada na antiga fábrica de conservas de peixe na vila do Parchal (Lagoa).
É uma obra que foi projectada pelo arquitecto Miguel Arruda e que foi financiada por uma série de investidores públicos (Municípios de Lagoa, Silves, Monchique e Portimão e pela Região de Turismo do Algarve) e privados para a realização de inúmeros eventos de vários tipos.
As suas obras foram iniciadas em Fevereiro de 2005 tendo já sido pré-inaugurado em Outubro de 2007. É um complexo multifuncional, dividido em dois blocos, com uma área total de 9000 m2 que pretende dinamizar o mercado de conferências, reuniões e seminários no sul de Portugal.
Este pavilhão é dotado de um auditório com capacidade para 1000 pessoas, três salas de catering e um recinto para exposições.